# Marunda
Marunda is een kelurahan van het onderdistrict Cilincing in het noorden van Jakarta, Indonesië.